# Cleistocactus
Cleistocactus és un gènere amb 49 espècies de cactus columnars natius del Perú, Uruguai, Bolívia i l'Argentina. Deriva el seu nom del grec kleistos que significa tancat, a causa de les flors que tot just s'obren.
Les tiges són altes i sobretot primes i sovint molts ramifican amb les nombroses costelles i espines dorsals juntes. Les flors són tubulars i tot just obertes, sent visibles solament l'estil i els androceus.

## Taxonomia
- Cleistocactus baumannii
- Cleistocactus candelilla
- Cleistocactus dependens
- Cleistocactus fieldianus
- Cleistocactus hildegardiae
- Cleistocactus hyalacanthus
- Cleistocactus icosagonus
- Cleistocactus parapetiensis
- Cleistocactus reae
- Cleistocactus samaipatanus
- Cleistocactus sepium
- Cleistocactus serpens
- Cleistocactus sextonianus
- Cleistocactus smaragdiflorus
- Cleistocactus strausii
- Cleistocactus tarijensis
- Cleistocactus tominensis
- Cleistocactus winteri